# Olympique Gymnaste Club de Nice 1959-1960
Questa voce raccoglie le informazioni riguardanti l'Olympique Gymnaste Club de Nice Côte d'Azur nelle competizioni ufficiali della stagione 1959-1960.

## Maglie
| Manica sinistra · Manica sinistra · Maglietta · Maglietta · Manica destra · Manica destra · Pantaloncini · Calzettoni |

## Rosa
| N. |                      | Ruolo | Calciatore            |
| -- | -------------------- | ----- | --------------------- |
|    | Francia (bandiera)   | P     | Jean Caille           |
|    | Francia (bandiera)   | P     | Georges Lamia         |
|    | Argentina (bandiera) | D     | Juan Carlos Auzoberry |
|    | Francia (bandiera)   | D     | André Chorda          |
|    | Francia (bandiera)   | D     | Alain Cornu           |
|    | Argentina (bandiera) | D     | Pancho González       |
|    | Francia (bandiera)   | D     | Alphonse Martínez     |
|    | Francia (bandiera)   | C     | André Boragno         |
|    | Francia (bandiera)   | C     | Koczur Ferry          |
|    | Francia (bandiera)   | C     | François Milazzo      |
|    | Francia (bandiera)   | C     | Vincent Scanella      |
|    | Francia (bandiera)   | A     | Jean-Pierre Alba      |

| N. |                        | Ruolo | Calciatore           |
| -- | ---------------------- | ----- | -------------------- |
|    | Francia (bandiera)     | A     | Christian Amand      |
|    | Argentina (bandiera)   | A     | Osvando Dandru       |
|    | Francia (bandiera)     | A     | Héctor De Bourgoing  |
|    | Francia (bandiera)     | A     | Jacques Faivre       |
|    | Francia (bandiera)     | A     | Jacques Foix         |
|    | Francia (bandiera)     | A     | Yvon Giner           |
|    | Mali (bandiera)        | A     | Omar Barrou          |
|    | Lussemburgo (bandiera) | A     | Vic Nurenberg        |
|    | Francia (bandiera)     | A     | Claude Peretti       |
|    | Francia (bandiera)     | A     | Jean-Pierre Serra    |
|    | Francia (bandiera)     | A     | Jean-Pierre Teissere |

## Risultati

### Coppa dei Campioni
| Arbitro: | Martens |

|                                    |           |                        |
| Foix 30’, 74’ Nurenberg 27’ (rig.) | Marcatori | 19’ Hamilton 87’ Tuohy |

| Arbitro: | Beltman |

|              |           |            |
| Hennessy 16’ | Marcatori | 31’ Faivre |

| Arbitro: | Korelus |

|                   |           |             |
| Bartu 37’ Has 80’ | Marcatori | 40’ Milazzo |

| Arbitro: | Macko |

|                     |           |                     |
| Foix 62’ Faivre 76’ | Marcatori | 83’ Küçükandonyadis |

| Arbitro: | Korelus |

|                                                      |           |         |
| Foix 7’, 63’ Milazzo 17’ Faivre 31’ De Bourgoing 59’ | Marcatori | 47’ Has |

| Arbitro: | da Costa |

|                                |           |                      |
| Nurenberg 54’, 67’ (rig.), 72’ | Marcatori | 15’ Herrera 30’ Rial |

| Arbitro: | Rosa Gouveia |

|                                                 |           |  |
| Pepillo 21’ Gento 40’ Di Stéfano 45’ Puskás 51’ | Marcatori |  |